# Johann Christoph Karl Gayer
Johann Christoph Karl Gayer, auch Kryštof Karel (* um 1668; † 16. November 1734 in Prag) war ein böhmischer Kapellmeister und Komponist.

## Leben
Gayer kam als Chorknabe nach Prag und studierte Jurisprudenz. Er wirkte ab spätestens 1690 bei Aufführungen am Prager Dom mit. Am 6. Oktober 1705 wurde er Domkapellmeister. Er modernisierte dort das Repertoire mit neueren italienischen und auch eigenen Kompositionen. Auch reformierte er die Kapelle durch Entlassung einiger Musiker und Anschaffung neuer Instrumente. 
Seine Werke wurden bis um 1760 regelmäßig aufgeführt.

## Werke (Auswahl)
- Requiem in c
- Requiem in F
- Dies irae g
- Ouvertura avec les 4 parties
- Missa S Wenceslai
- Regina coeli
- Te Deum